# Homaspis divergator
Homaspis divergator là một loài tò vò trong họ Ichneumonidae.